# Les Hors-la-loi (comédie musicale)
Pour les articles homonymes, voir Les Hors-la-loi.

Les Hors-la-Loi est une comédie musicale d'Alexandre Bonstein créée en 2005.

## Argument
Poursuivi par la police, un bandit se réfugie dans un centre culturel, où se déroule la répétition d'une pièce de théâtre jouée par des personnes handicapées sur le thème des hors-la-loi. La metteuse en scène le prend pour un comédien venu l'aider à préparer la pièce et y jouer.

## Fiche technique
- Producteurs : Dove Attia, Ounissa Yazid repris en 2007 par le producteur Tristan Duval.
- Mise en scène : Agnès Boury
- Auteur : Alexandre Bonstein
- Production : Bruno Baron
- Direction artistique : Bruno Berberes
- Régie : Stéphane Peschel-Mouzac

## Distribution
- Patricia Assouline : Evelyne
- Rosario Cusumano : Edouard
- Lila Derridj : Isa
- Grégory Dunesme : Sam
- Rachid El Ouaghli : Mouss
- Patrick Laviosa : Gégé
- Ariane Pirie : Mlle Campiche
- Caroline Soria : Sophie
- Sherazade Tamzought : Iris
- Jacques Verzier : Carlo
- Gilles Vajou : Carlo